# 上索恩省
上索恩省（法語：Haute-Saône，法語發音：[ot soːn] ⓘ）是法國勃艮第-弗朗什-孔泰大区所轄的省份，得名于索恩河。該省編號為70。

## 名勝
- 廊香教堂